# Splină

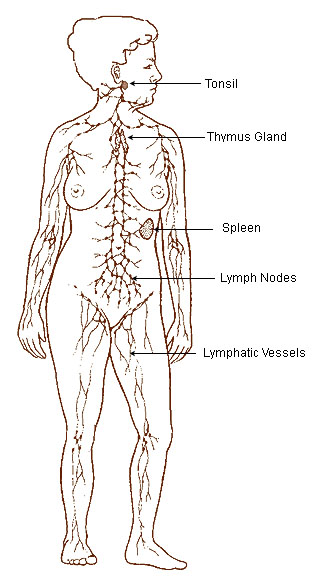
Poziția splinei în cadrul sistemului limfatic

Splina este unul din cele mai importante organe ale sistemelor limfatic și imunitar . Acesta este situat în partea stângă a abdomenului. 

## Funcții
- Distrugerea eritrocitelor și trombocitelor bătrâne;
- Transformarea hemoglobinei în bilirubină;
- Un depozit foarte important de fier in organism (rezultat in urma descompunerii hemoglobinei);
- Poate produce anticorpi (persoanele cărora le lipsește splina sunt mai predispuse la anumite afecțiuni bacteriene);
- La fetuși, splina produce eritrocite și leucocite, însă către ultimele luni ale vieții intrauterine, această funcție este preluată de măduva oaselor.

## Anatomie

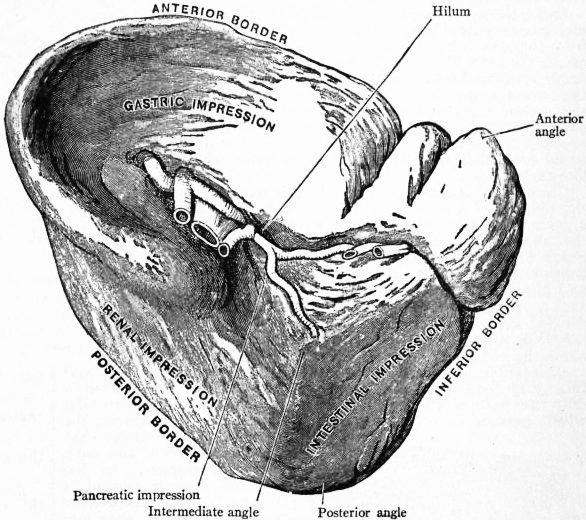
Anatomia externă a splinei

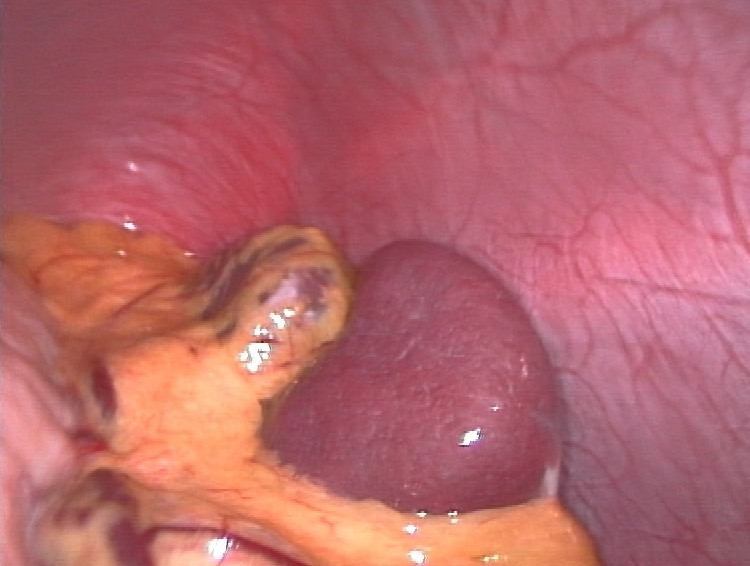
Splina (imagine laparoscopică)

Splina ocupa loja splenică, cuprinsă între colonul transvers și diafragmă, la stânga lojei gastrice. Are o culoare brun-roșcată și o greutate de 180-200 grame. Are o formă asemănătoare unui bob de cafea, ovală, prezentând: trei fețe, trei margini și două extremități.
Splina are o structură caracteristică, fiind alcătuită din: capsula fibroasa și parenchimul splenic. Capsula fibroasă se găsește la suprafața splinei. Ea trimite spre interior trabecule, care se anastomozează și împart organul în formațiuni, numite lobuli splenici. Capsula fibroasă împreuna cu toate trabeculele care pornesc din ea, formează stroma conjunctivă. Stroma conjunctivă este formata din numeroase fibre conjunctive, printre care se găsesc fibre elastice și fibre musculare netede. În ochiurile stromei se găsește o retea din fibre de reticulină și din celule reticuloendoteliale. Acestă rețea formează pe alocuri niște canale, numite sinusuri venoase. Acestea sunt puternic anastomozate și sunt în legătură, pe de o parte, cu sistemul arterial al splinei, iar pe de altă parte cu sistemul venos din grosimea stromei. Peretele sinusurilor este alcatuit din fibre de reticulină dispuse circular și înconjurate de celule reticuloendoteliale.
Parenchimul splenic sau țesutul propriu al splinei este așezat în ochiurile stromei conjunctive. El este format din două parți: pulpa roșie și pulpa alba.

### Vascularizație și inervație

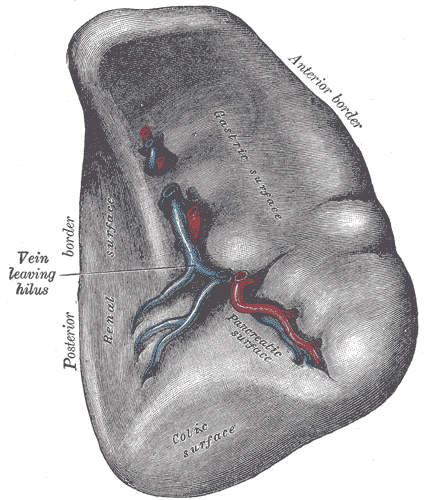
Vascularizația splinei

Ramurile arterei splenice pătrund prin hil și se ramifică în interiorul lobulilor, formând artere lobulare. Artera lobulară se ramifică în interiorul lobului și formează arteriole penicilare.Splina este inervată de fibre vegetative care provin din plexul celial.